# Villa colombiana
Villa colombiana är en tvåvingeart som beskrevs av Neal L. Evenhuis och Greathead 1999. Villa colombiana ingår i släktet Villa och familjen svävflugor.
Artens utbredningsområde är Colombia. Inga underarter finns listade i Catalogue of Life.